# Hyacinth von Strachwitz-Sustky
Hyacinth von Strachwitz-Sustky (* 14. Mai 1835 in Stubendorf, Landkreis Groß Strehlitz, Provinz Schlesien; † 24. Dezember 1871 ebenda) war ein Rittergutsbesitzer und Reichstagsabgeordneter.

## Herkunft und Leben
Seine Eltern waren der Graf Hyacinth Ernst von Strachwitz (* 15. Februar 1805; † 26. August 1869) und dessen Ehefrau Maria von Schimony-Schmonski (* 2. Juni 1806; † 29. März 1865). Sein Vater war Herr auf Alt-Stubendorf und Ehrenritter des Malter-Ordens.
Hyacinth Graf von Strachwitz-Sustky war Herr von Camminetz und Groß Zauche, Erster Agnat des Majorats Weigelsdorf und Bruschewitz, Erbherr der Herrschaften Altstubendorf, Gross Stein und Rosmierka und der Rittergüter Danietz-Trach, Ottmütz und Sprentschütz in Oberschlesien. Er war Ehrenritter des Malteserordens, Landesältester und Kreisdeputierter auf Stubendorf, Kreis Groß-Strehlitz in Schlesien.
Von der Wahl am 3. März 1871 bis zu seinem Tod im gleichen Jahr war er Mitglied des Deutschen Reichstags für die Konservative Partei für den Wahlkreis Regierungsbezirk Oppeln 2 (Oppeln).

## Familie
Hyacinth von Strachwitz-Sustky heiratete am 18. August 1858 in Breslau Luise von Strachwitz (* 13. Februar 1840; † 1. August 1918). Das Paar hatte mehrere Kinder:
- Cecilie (* 3. März 1861) ⚭ 1882 Oskar Ritter Hentschel von Gilgenheimb (* 1852), Herr auf Schieroth, Sohn von Josef Hentschel von Gilgenheimb
- Marie Louise Caroline Franciska (* 20. Juni 1862) ⚭ 1882 Vincent von Brixen († 27. April 1917), preußischer Oberst
- Bronislawa Marie Louise Theresie Victorie Olga (* 20. August 1863) ⚭ 1884 Graf Bernhard von Matuschka († 21. November 1895)
- Hyacinth Heinrich Aloysius Cecil Maria Titus (* 21. November 1864; † 28. April 1942) ⚭ 1891 Aloysia von Matuschka (* 22. August 1872; † 26. Januar 1940), Eltern des Generals Hyazinth Graf Strachwitz
- Hans Heinrich (* 21. März 1866; † 29. Januar 1929) ⚭ 1893 Erna von Franken-Sierstopff (* 12. Juni 1875; † 18. März 1957)
- Alfred (* 17. Dezember 1868; † 23. Mai 1936) ⚭ 1897 Gräfin Ruth von Schmettow (* 20. September 1879; † 16. September 1966)